# Aubrey Burl
Harry Aubrey Woodruff Burl (* 24. September 1926 in London; † 8. April 2020 in Birmingham) war ein britischer Prähistoriker.

## Leben
Aubrey Burl war der Sohn von Harry Burl, einem Ingenieur  und seiner Frau Lily Wright. 1944 wurde er in die königliche Marine eingezogen, die er als Unterleutnant verließ.
Burl studierte an der Universität London und erwarb 1970 seinen Magister an der Universität Leicester mit einer Arbeit über prähistorische Steinkreise. Er war 1970–1980 Dozent für Archäologie im Hull College in Kingston upon Hull im East Riding von Yorkshire. Er war in erster Ehe mit der Lehrerin Olwen Hughes verheiratet, ihr Sohn war Christopher Burl. 1966 heiratete er Margaret Mary O’Neil; der Ehe entsprang der Sohn Geoffrey. Seit 1980 lebte er in Birmingham, wo er Judith Lawson, eine Verwaltungsangestellte an der dortigen Universität ehelichte. Seine letzten Lebensjahre verbrachte er in einem Pflegeheim.
Burl arbeitete vor allem über Steinkreise und andere megalithische Monumente des britischen Neolithikums und publizierte zahlreiche Bücher über Steinkreise, die er mit Ernteritualen in Verbindung brachte und deren chronologische Ordnung er ihrer Form ablesen wollte. Seine eigenwillige Verwendung von 14C-Daten macht es oft schwierig, seinen Argumenten zu folgen.
Er publizierte auch historische Biographien, unter anderem über Shakespeare und den walisischen Piraten Bartholomew Roberts.

## Mitgliedschaften und Ehrungen
Burl war Mitglied der Society of Antiquaries of London und Ehrenmitglied der Schottischen Society of Antiquaries. 1998 erhielt er eine Festschrift.

## Werke

### Monographien
- The Stone Circles of the British Isles. Yale University Press, New Haven CT u. a. 1976, (New revised edition: The stone circles of Britain, Ireland and Brittany. ebenda 2000, ISBN 0-300-08347-5.).
- Rings of stone. The prehistoric stone circles of Britain and Ireland. London, Frances Lincoln, distributed by Weidenfeld and Nicolson 1979, ISBN 0-906459-03-6.
- Prehistoric Avebury. Yale University Press, New Haven CT  u. a. 1979, ISBN 0-300-02368-5 (2nd edition, new fully revised edition. ebenda 2002, ISBN 0-300-09087-0).
- Rites of the Gods. Dent, London 1981, ISBN 0-460-04313-7.
- Prehistoric astronomy and ritual (= Shire Archaeology. 32). Shire Publications, Aylesbury 1983, ISBN 0-85263-621-0 (2nd edition. Shire Publications, Princes Risborough 2005, ISBN 0-7478-0614-4).
- The Stonehenge people. Dent, London u. a. 1987, ISBN 0-460-04485-0.
- Four-posters. Bronze Age stone circles of western Europe (= BAR. British Series. 195). BAR, Oxford 1988, ISBN 0-86054-580-6.
- Prehistoric Henges (= Shire Archaeology. 66). Shire Publications, Princes Risborough 1991, ISBN 0-7478-0123-1.
- From Carnac to Callanish. The prehistoric stone rows and avenues of Britain, Ireland, and Brittany. Yale University Press, New Haven CT u. a. 1993, ISBN 0-300-05575-7.
- A guide to the stone circles of Britain, Ireland and Brittany. Yale University Press, New Haven CT u. a. 1995, ISBN 0-300-06331-8 (Revised edition. ebenda 2005, ISBN 0-300-11406-0).
- Great stone circles. Fables, fiction, facts. Yale University Press, New Haven CT u. a. 1999, ISBN 0-300-07689-4.
- Stonehenge. A new history of the world’s greatest stone circle. Constable, London 2006, ISBN 1-8411-9964-8.

### Artikel
- The Sun, the Moon, and Megaliths: Archaeo-Astronomy and the Standing Stones of Northern Ireland. In: Ulster Journal of Archaeology. Serie 3, Bd. 50, 1987, S. 7–21, JSTOR:20567995.
- Dating the British Stone Circles, A provisional chronology for the geometrical designs of the Megalithic sites is based on evidence from architecture, Carbon-14, and artifacts. In: American Scientist. Bd. 61, Nr. 2, 1973, S. 167–174, JSTOR:27843663.

## Ausgrabungen
Steinkreise in:
- Northumberland
- Moray
- Aberdeenshire
- Isle of Arran

## Nachrufe
- Guardian
- Heritage Journal
- The Quietus